# Raymond Singer
Raymond Singer (New York, 21 december 1948) is een Amerikaanse acteur en scenarioschrijver.

## Carrière
Singer begon in 1975 met acteren in de televisieserie The Streets of San Francisco. Hierna heeft hij nog meerdere televisieseries en televisiefilms gespeeld zoals Kojak (1975-1975), Operation Petticoat (1977-1978), Family Ties (1986-1988) en Child's Play 2 (1990).
Singer stopte met acteren in 1997 en de laatste jaren heeft hij zich toegelegd op het schrijven van scenario’s voor voornamelijk animatiefilms. 

## Filmografie

### Films
- 1991 Delusion – als Jim
- 1991 The Taking of Beverly Hills – als mr. Tobeason
- 1990 Child's Play 2 – als maatschappelijk werker
- 1990 Leona Helmsley: The Queen of Mean – als Jay Panzirer
- 1989 Perry Mason: The Case of the Musical Murder – als James Walton
- 1988 Spies, Lies & Naked Thighs – als Yuri
- 1988 Feds – als George Hupperman
- 1986 Star Trek IV: The Voyage Home – als jonge dokter
- 1984 The Cartier Affair – als Raymond
- 1982 The Entity – als Joe Mehan
- 1980 It's My Turn – als rabbijn
- 1980 The $5.20 an Hour Dream – als Rawlings
- 1978 Bloodbrothers – als Jackie
- 1976 Street Killing – als dr. M.E. Najukian
- 1976 The Call of the Wild – als eerste man

### Televisieseries
Uitgezonderd eenmalige gastrollen.
- 1985 – 1987 It's a Living – als man – 2 afl.
- 1985 Street Hawk – als Bernie Goldberg – 4 afl.
- 1984 Mama Malone – als Austin – 13 afl.
- 1977 – 1978 Operation Petticoat – als luitenant Watson – 23 afl.
- 1975 – 1977 Kojak – als dr. Moscowitz – 4 afl.

### Scenarioschrijver
- 2004 The Lion King 1½ – animatiefilm
- 2004 Iron Jawed Angels – film
- 2000 Joseph: King of Dreams – animatiefilm
- 1998 Mulan – animatiefilm
- 1997 NightScream – film
- 1994 Beyond Obsession – film

- Gemeinsame Normdatei: 1247318583
- International Standard Name Identifier: 0000 0000 4470 5847
- Library of Congress Control Number: no2004090645
- Nationale Bibliotheek van Israël: 987007429407705171
- Virtual International Authority File: 68648243